# ホテイチク
ホテイチク（布袋竹）はマダケ属に属する竹の一種。別名多般竹。南九州ではよく食用にされ、コサンダケ（小桟竹・虎山竹・五三竹）と呼ばれる。また、奄美大島ではくさんでー、だーなとも言う。

## 概要

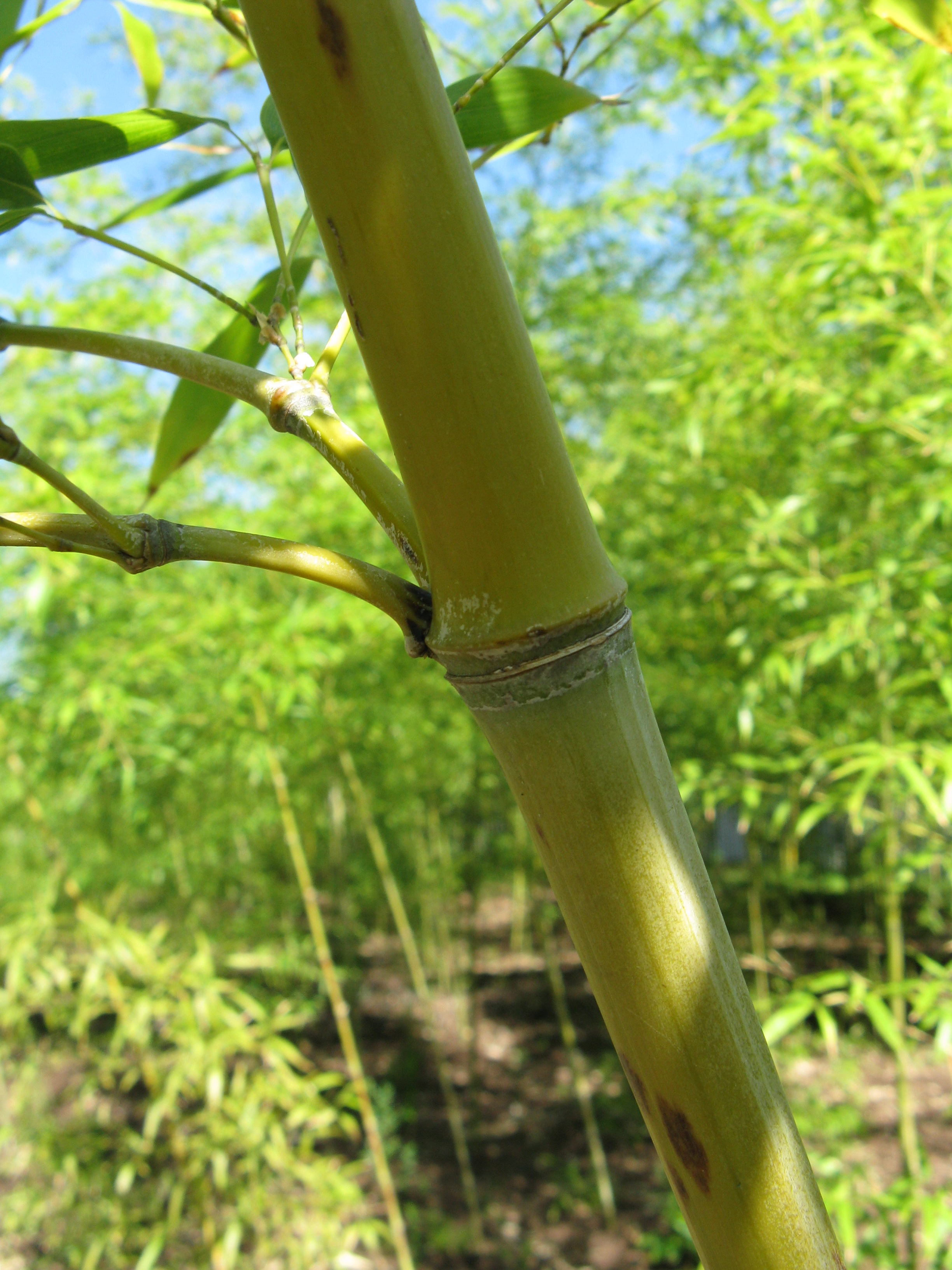
ホテイチクの稈

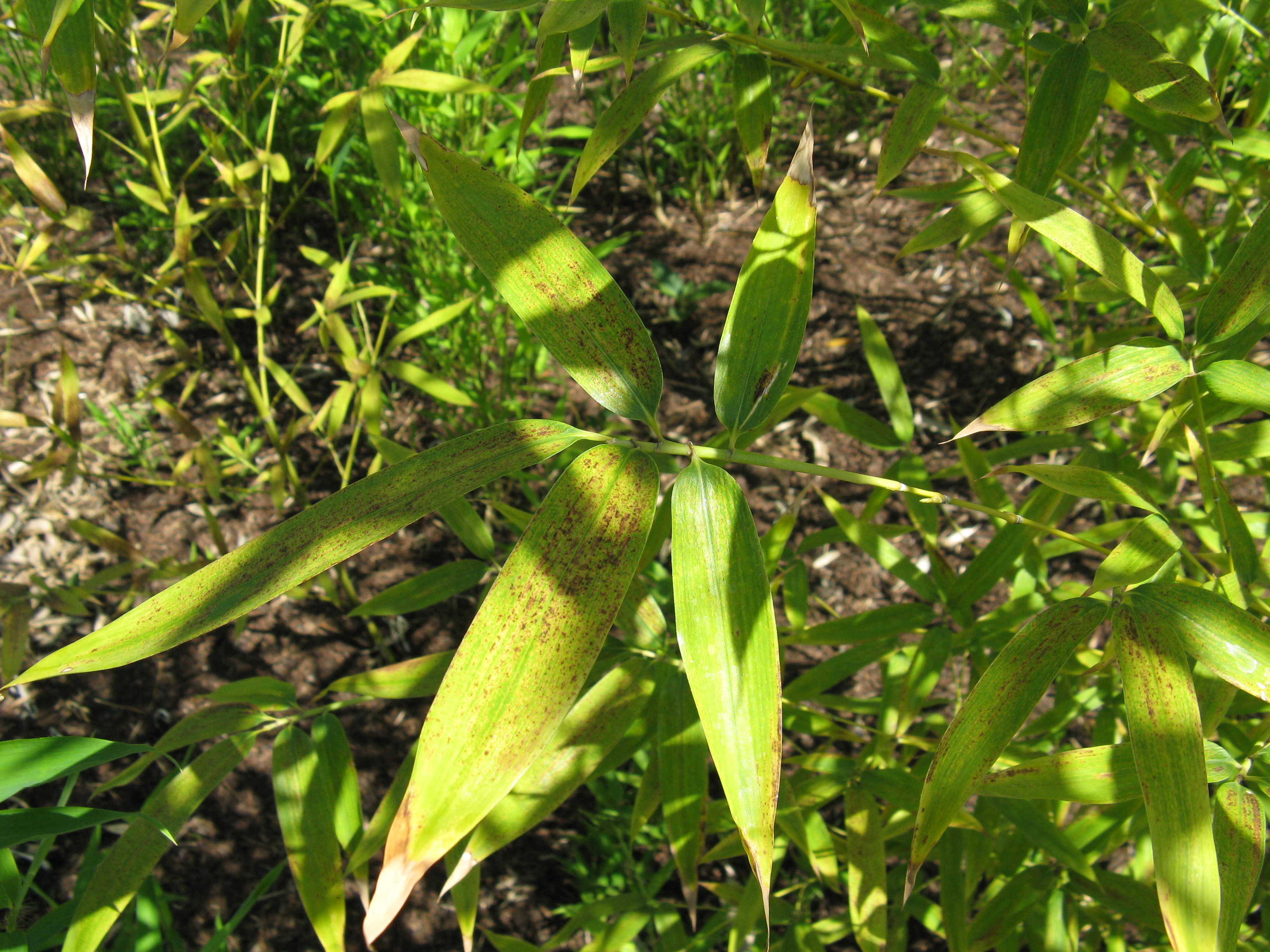
ホテイチクの葉

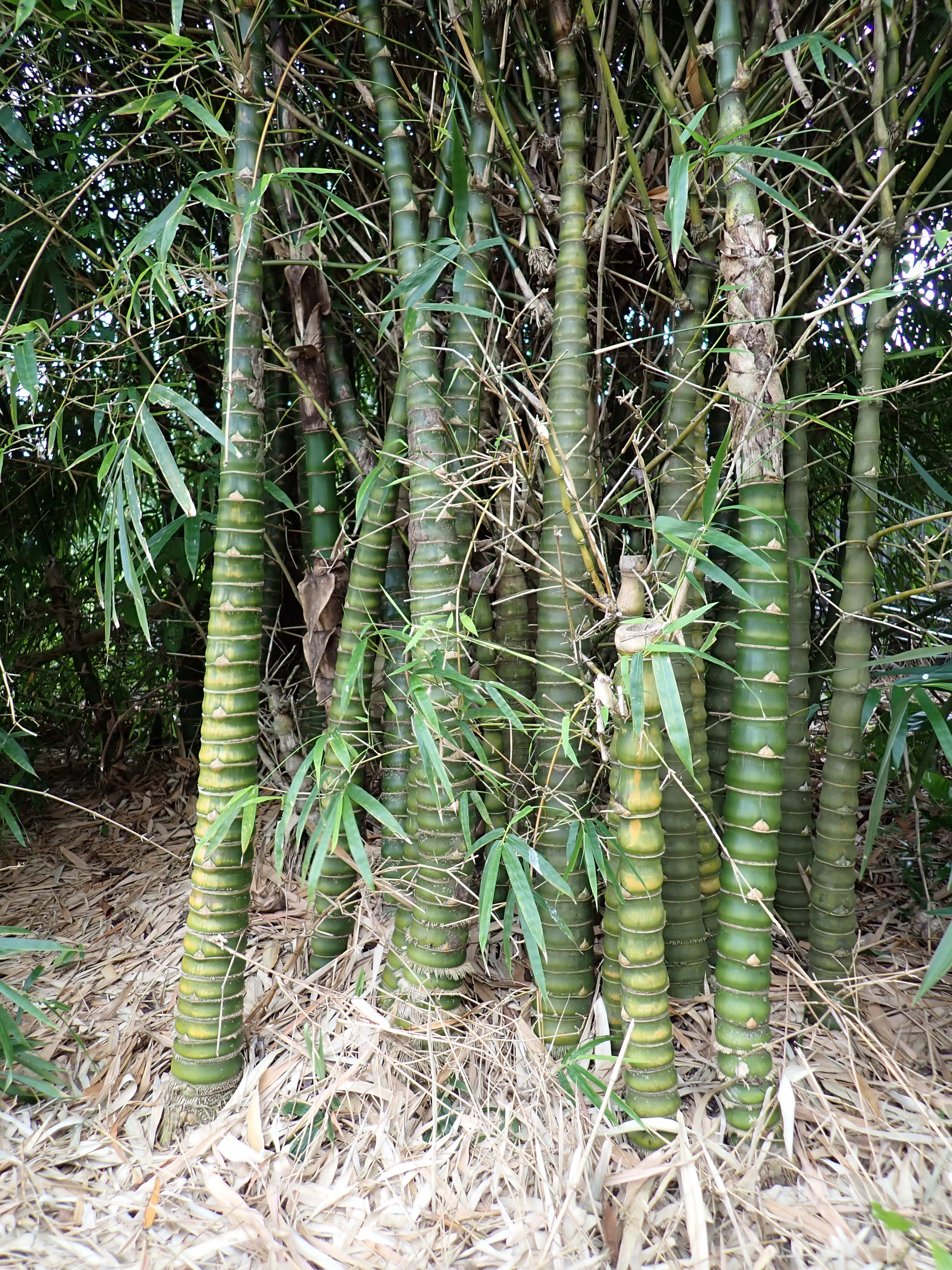
ホテイチクの根元付近の稈

条件が良ければ直径5センチメートル、高さ12メートル程度に成長する。表面に毛は無いが、底部には白く短い毛がある。枝先に葉が2 - 5枚付く。花は穂状に付き、長さ3 - 8ミリメートル。原産は中国の長江流域、または浙江省、福建省の山地で、黄河以南の山野に分布する。ベトナムではバックカン省など、北部に分布する。日本や台湾などにも移入され、自生化している。開花周期は60年‐120年。
地際から30 - 50センチメートル程度までは他のタケ類と同じく節間が短いが、節はほぼ交互に斜め方向に入り、節間が長い部分が七福神の布袋の膨らんだ腹を連想させることから布袋竹と名付けられた。中国では「人面竹」と呼んでいるが、布袋と同じ連想の「羅漢竹」、「寿星竹」、「仏肚竹」や、「観音竹」、「邛竹」などの別名もある。
同様の節の形を有するモウソウチクの変種はキッコウチク（亀甲竹）と呼ばれ、その直径は約10センチメートルでホテイチクよりも太い。

## 利用

### 園芸
園芸植物として各国の庭に植えられている。

### 用材
和竿の材料となり独特な節の部分が持ち手に加工される。かつて、ホテイチク製の釣り竿が外貨獲得の花形だった時期がある。
モウソウチクなどと同じ様に加工して、杖、小さい器や柄杓などを作ることもできる。
稈は他に若竹の幹を破って、薄い内膜を鳴らす子供の玩具とし、その音からググ竹と呼ばれた。

### 食材
タケノコ（薩隅方言で「こさんだけんこ」）はモウソウチクのタケノコの時期より後の4月下旬から5月上旬（中国では主に5月）に出てくる地上部を、手で折るとポンと音がして取れる。
食用になる部分はモウソウチクよりも少ないが、アクは弱い。香りも良く、噛んだときにマダケに似た歯を滑るような独特の食感がある。汁物、炊き込みご飯、天ぷら、煮物、炒め物、和え物など幅広く使える。鹿児島県では軽くゆでて、刺身と同様に酢味噌を付けて食べることも多い。中国では、「小笋尖」などとも呼び、鶏肉などとスープにしたり、炒め物にして食べることが多いが、メンマ（シナチク）にも加工される。